# 阮文檟
阮文檟（越南语：／；1872年—1938年11月2日），越南阮朝官員。

## 生平
阮文檟是乂安省英山府梁山縣鄧山總知禮社（今属乂安省英山縣開山社）人，嗣德二十五年（1872年）出生。成泰十八年（1906年），參加乂安場鄉試，考中舉人。任戶部行走，補富榮訓導。維新七年（1913年），會試中格，庭試考中三甲同進士出身。後任刑部員外郎。保大年間以侍郎銜致事。
保大十三年（1938年），阮文檟在乂安家中去世。